# O Tamoyo
O Tamoyo foi um periódico publicado no Rio de Janeiro, então capital do Brasil, à época do Primeiro Reinado.
Fruto dos agitados dias da Assembleia Nacional Constituinte de 1823, teve vida efêmera, tendo circulado entre Agosto e Novembro desse ano.
De linha editorial liberal, antilusitanística e nativista, foi publicado pelos irmãos Andrada (José Bonifácio (que se demitira do Ministério a 16 de julho), Antônio Carlos e Martim Francisco),  Os seus redatores, entretanto, não eram os Andrada, mas dois amigos de José Bonifácio: António de Menezes e Vasconcelos Drummond [2] e França Miranda. que se passaram para a oposição após  a dissolução da Assembleia Nacional Constituinte (12 de novembro) e com a detenção e desterro dos Andrada.